# Verspannungsdreieck
Das Verspannungsdreieck gibt bei Schraubenverbindungen den Zusammenhang zwischen Vorspannkraft und Deformation im elastischen Bereich an.
Es gibt zeichnerisch übersichtlich und schnell Auskunft über die Größe der aufgebrachten Vorspannkraft, die elastische Verlängerung der Schraube sowie die elastische Stauchung der verspannten Teile (elastische Nachgiebigkeit).
Das Verspannungsdreieck ergibt sich aus der Zusammenfassung der Kraft-Längenänderung-Diagramme der elastischen Verlängerung der Schraube aufgrund einer Zugkraft sowie der elastischen Stauchung der verspannten Teile aufgrund einer Druckkraft beim Anziehen der Schraubenverbindung. Im Montagezustand ist die aufgebrachte Montagevorspannkraft (entspricht der Zug- bzw. Druckkraft) im Schraubenbolzen und in den vorgespannten Teilen, beispielsweise Flanschen, gleich groß.
Des Weiteren kann die Betriebskraft bzw. axiale Betriebslast, oder auch als Schwelllast bezeichnet, in das Verspannungsdreieck eingebaut werden.